# Русская графика

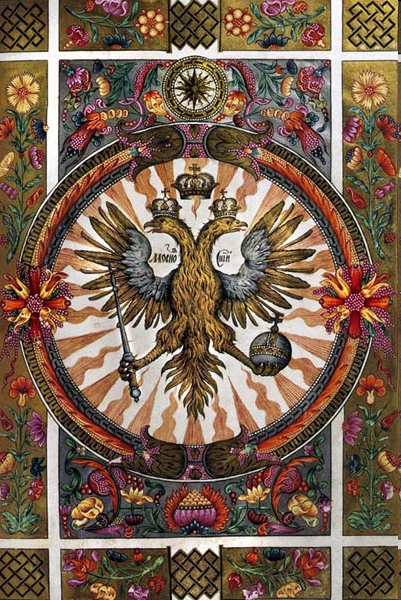
«Царский титулярник», 1672

Русская графика

## Древнерусское искусство

### XVII век
В XVII веке искусство миниатюры достигает высокого уровня. Множеством портретов украшен «Царский титулярник»; в книге «Лекарство душевное» (1670) изображен целый ряд чисто жанровых сценок, аналогично — и в «Евангелии» (1678), заказанном Фёдором Алексеевичем, с 1200 миниатюрами.
Вместе с книгопечатанием развивается искусство гравюры на дереве, затем гравюры на металле. Среди мастеров — Симон Ушаков и Афанасий Трухменский, создавшие «Повесть о Варлааме и Иоасафе».